# Ferret and Hamster Monogatari

Ferret and Hamster Monogatari est une série de jeux vidéo développée et éditée par Culture Brain. Elle met en scène des animaux de compagnie virtuels, furet ou hamster.

## Ludographie
- 2000 : Ferret Monogatari: Watashi no Okini Iri (Game Boy Color)[1]
- 2000 : Hamster Monogatari (PlayStation)[2]
- 2001 : Hamster Monogatari 64 (Nintendo 64)
- 2001 : Hamster Monogatari 2 GBA (Game Boy Advance)[3]
- 2002 : Hamster Monogatari GB + Magi Ham Mahou no Shoujo (Game Boy Color)
- 2002 : Hamster Monogatari 3 GBA (Game Boy Advance)
- 2003 : Hamster Monogatari Collection (Game Boy Advance)[4],[5]
- 2003 : Hamster Monogatari 3EX, 4, Special (Game Boy Advance)[6]
- 2004 : Fantasy Puzzle Hamster Monogatari dans Twin Series Vol. 4 (Game Boy Advance)[7]